# Кинтана, Александр
Эрвин Александр Кинтана Эскобар (исп. Erwin Alexander Quintana Escobar; родился 8 апреля 2003 года, Парагвай) — парагвайский футболист, полузащитник эмиратского клуба «Хаур-Факкан», на правах аренды выступающий за «Масфут».

## Клубная карьера
Воспитанник клуба «Ресистенсия». В Примере дебютировал 14 мая 2022 года в матче против «Гвайреньи». Летом 2023 года перешёл в клуб Интермедии «Мартин Ледесма». Весной 2024 года уехал в ОАЭ, подписав контракт с клубом «Хаур-Факкан». Дебютировал 17 августа в матче Кубка лиги против «Шарджи». В Про-Лиге дебютировал спустя неделю, выйдя в стартовом составе на матч против «Аль-Айна». Осенью 2024 года на правах аренды присоединился к клубу Первого дивизиона «Масфут».

## Карьера в сборной
Выступал за молодёжную сборную Парагвая. Дебютировал 11 июня 2022 года в товарищеском матче против сверстников из Уругвая.